# El-Hadji Diouf
El-Hadji Ousseynou Diouf, född den 15 januari 1981 i Dakar, Senegal är en senegalesisk före detta professionell fotbollsspelare och anfallsspelare. 
Diouf spelade i franska ligan för bland andra Rennes och Lens innan han uppmärksammades för sina insatser i VM 2002 i Japan ochSydkorea, där hans Senegal i sitt första världsmästerskap nådde kvartsfinal, efter att ha slagit ut Sverige i åttondelsfinalen. Samma sommar köptes Diouf av Liverpool, där han under sin andra säsong blev den första spelaren i klubbens historia att bära tröja nummer 9 utan att göra ett enda mål på en hel säsong.
Efter två år i Liverpool tillbringade Diouf fyra säsonger med Bolton Wanderers, varav den första på lån. Under en sexårsperiod mellan 2008 och 2014 representerade han fem olika brittiska klubbar, däribland Blackburn Rovers och Leeds United. Hans sista klubbadress under den aktiva karriären var Sabah FA i Malaysia, där han spelade 2014/15.
Han blev utsedd till Årets fotbollsspelare i Afrika av Afrikanska fotbollsförbundet både 2001 och 2002. Han har dessutom röstats fram till Afrikas bäste spelare (BBC African Footballer of the Year) 2002.